# Zofia Kielan-Jaworowska
Zofia Emilia Kielan-Jaworowska (Sokołów Podlaski, 25 aprile 1925 – Varsavia, 13 marzo 2015) è stata una paleontologa polacca.
Negli anni sessanta condusse una serie di spedizioni paleontologiche mongolo-polacche nel Deserto del Gobi. Fu la prima donna a far parte del comitato esecutivo dell'Unione internazionale di scienze geologiche

## Biografia
Kielan-Jaworowska conseguì una laurea specialistica in zoologia e un dottorato in paleontologia alla Università di Varsavia, dove in seguito diventò professore. Sposò nel 1958 Zbigniew Jaworowsky, un professore di radiobiologia. Kielan-Jaworowska fu un'impiegata dell'Istituto di Paleobiologia della Accademia polacca delle scienze. Mantenne una serie di occupazioni nelle organizzazioni professionali in Polonia e Stati Uniti, e fu la prima donna a divenire membro del comitato esecutivo dell'Unione internazionale di scienze geologiche.
Il lavoro di Kielan-Jaworowska incluse lo studio dei trilobiti del Devoniano e Ordoviciano dell'Europa Centrale (Polonia e Repubblica Ceca), conducendo alcune spedizioni paleontologiche Mongolo-Polacche nel Deserto del Gobi, che portarono alla scoperta di nuove specie di coccodrilli, lucertole, tartarughe, dinosauri, uccelli e multituberculati. Fu coautore del manuale di Paleontologia Mammals from the Age of Dinosaurs. Era membro dell'Accademia norvegese di scienze e letteratura.

## Pubblicazioni
- Zofia Kielan-Jaworowska, Pelvic structure and nature of reproduction in Multituberculata, in Nature, vol. 277, n. 5695, 1979,  pp. 402–403, DOI:10.1038/277402a0.
- Lillegraven, J. A., Kielan-Jaworowska, Z. and Clemens, W. A. (eds.), Mesozoic Mammals. The First Two-thirds of Mammalian History. University of California Press, Berkeley: 99-149.
- Zofia Kielan-Jaworowska, Absence of ptilodonoidean multituberculates in Asia and its paleogeographic implications, in Lethaia, vol. 13, n. 2, 1980,  pp. 169–175, DOI:10.1111/j.1502-3931.1980.tb01047.x.
- Fosse, G.; Zofia Kielan-Jaworowska; Skaale, S. G., The microstructure of tooth enamel in multituberculate mammals, in Palaeontology, vol. 28, 1985,  pp. 435–449.
- Zofia Kielan-Jaworowska; Presley, R.; Poplin, C., Cranial vascular system in taeniolabidoid multituberculate mammals, in Transactions of the Royal Society of London , B. Biological Sciences, vol. 313, n. 1164, 1986,  pp. 525–602, DOI:10.1098/rstb.1986.0055.
- Zofia Kielan-Jaworowska; Dashzeveg, D.; Trofimov, B. A., Early Cretaceous multituberculates from Asia and a comparison with British and North American Jurassic forms, in Acta Palaeontologica Polonica, vol. 32, 1987,  pp. 3–47.
- Zofia Kielan-Jaworowska; Crompton, A. W.; Jenkins F. A., The origin of egg laying mammals, in Nature, vol. 326, n. 6116, 1987,  pp. 871–873, DOI:10.1038/326871a0.
- Hopson, J. A.; Zofia Kielan-Jaworowska; Allin, E. F., The cryptic jugal in multituberculates, in Journal of Vertebrate Paleontology, vol. 9, n. 2, 1989,  pp. 201–209, DOI:10.1080/02724634.1989.10011754.
- Zofia Kielan-Jaworowska; Nesov, L. A., On the metatherian nature of the Deltatheroida, a sister group of the Marsupialia, in Lethaia, vol. 23, n. 1, 1990,  pp. 1–10, DOI:10.1111/j.1502-3931.1990.tb01776.x.
- Zofia Kielan-Jaworowska; Ensom, P., Multituberculate mammals from the Purbeck Limestone Formation (Late Jurassic) of Southern England, in Palaeontology, vol. 36, 1992,  pp. 95–126.
- Krause, D. W.; Zofia Kielan-Jaworowska; Bonaparte, J. F., Ferugliotherium the first multituberculate from South America, in Journal of Vertebrate Paleontology, vol. 12, n. 3, 1992,  pp. 351–376, DOI:10.1080/02724634.1992.10011465.
- Zofia Kielan-Jaworowska; Ensom, P. C., Tiny plagiaulacoid multituberculate mammals from the Purbeck Limestone Formation of Dorset, England, in Palaeontology, vol. 37, 1994,  pp. 17–31.
- Zofia Kielan-Jaworowska, Characters of multituberculates neglected in phylogenetic analyses of early mammals, in Lethaia, vol. 29, n. 3, 1997,  pp. 249–266, DOI:10.1111/j.1502-3931.1996.tb01658.x.
- Zofia Kielan-Jaworowska; Cifelli, R.; Luo, Z., Alleged Cretaceous placental from down under, in Lethaia, vol. 31, n. 3, 1998,  pp. 267–268, DOI:10.1111/j.1502-3931.1998.tb00516.x.
- Luo: Z.-X.; Cifelli, R. L.; Zofia Kielan-Jaworowska, Dual origin of tribosphenic mammals, in Nature, vol. 409, n. 6816, 2001,  pp. 53–57, DOI:10.1038/35051023, PMID 11343108.
- Zofia Kielan-Jaworowska; Hurum, J. H., Phylogeny and systematics of multituberculate mammals, in Palaeontology, vol. 44, n. 3, 2001,  pp. 389–429, DOI:10.1111/1475-4983.00185.
- Zofia Kielan-Jaworowska; Cifelli, Richard L.; Zhe-Xi Luo, Mammals from the age of dinosaurs : origins, evolution, and structure, New York, Columbia University Press, 2004, ISBN 0-231-11918-6.